# Mr. Irrelevant
Mr. Irrelevant, in lingua italiana Signor Irrilevante, è il premio che viene assegnato al giocatore selezionato con l'ultima scelta dell'annuale Draft della National Football League (NFL).
Sebbene caratterizzato da un forte senso ironico, il premio vuole essere un riconoscimento all'impegno e alla perseveranza ed è accompagnato da iniziative volte a raccogliere fondi per scopi benefici.

## Storia
La tradizione del "Mr. Irrelevant" iniziò nel 1976 quando Paul Salata, ex ricevitore al college della USC e poi della NFL negli anni '50, fondò l'evento a Newport Beach, in California, ottenendo il riconoscimento da parte della stessa lega. Così dal 1976 l'ultima scelta del draft viene annunciata direttamente, fino al 2013 dallo stesso Paul Salata che poi ha passato la mano a sua figlia, proprio in un evento che si svolge a Newport Beach. 

### L'Irrelevant week
Dopo ogni draft, il nuovo Mr. Irrelevant e la sua famiglia sono invitati a trascorrere una settimana d'estate, la cosi detta "Irrelevant Week", a Newport Beach con inclusi un viaggio a Disneyland, la partecipazione ad eventi sportivi (come un torneo di golf o una regata o una partita di baseball) ed infine un banchetto nel corso del quale si tiene la cerimonia di premiazione del nuovo Mr. Irrelevant con il Lowsman Trophy, un trofeo che ricorda quello del più famoso e importante Heisman Trophy ma che raffigura un giocatore che si fa cadere la palla dalle mani. 
Gli eventi svolti durante questa settimana con la partecipazione del Mr. Irrelevant, ed in particolare il banchetto con la cerimonia di premiazione, sono utilizzati dall'organizzazione per raccogliere fondi che verranno poi destinati a svariate cause caritatevoli, sanitarie o umanitarie: a tutto il 2022 è stato donato oltre un milione di dollari.

### La regola Salata
La Irrelevant Week diede così tanta pubblicità a Mr. Irrelevant che nel 1979 i Los Angeles Rams, avendo a disposizione la penultima scelta del draft, passarono intenzionalmente la mano per far scegliere prima i Pittsburgh Steelers, che avevano l'ultima scelta. Ma anche gli Steelers volevano beneficiare della pubblicità dell'iniziativa e così passarono la mano anche loro. Le due squadre hanno continuato a rifiutarsi di scegliere un giocatore fino a quando il commissario della NFL Pete Rozelle le costrinse a scegliere mantenendo l'ordine dato, con gli Steelers che scelsero per ultimi: l'episodio portò all'adozione da parte della NFL della "Regola Salata", che vieta espressamente alle squadre di passare nel draft per ottenere la scelta finale.

## Mr. Irrelevant degni di nota

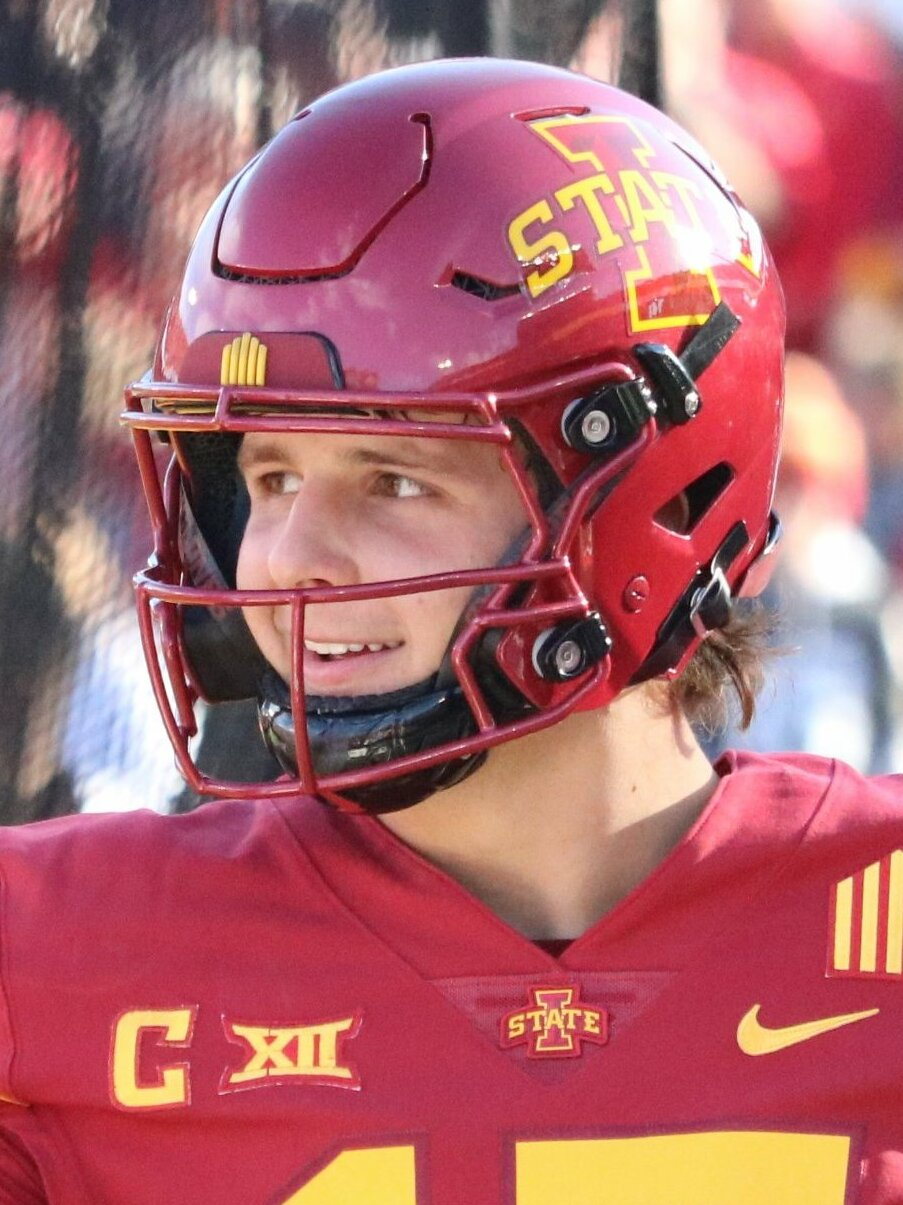
Brock Purdy selezionato come Mr. Irrelevant nel 2022 dai San Francisco 49ers

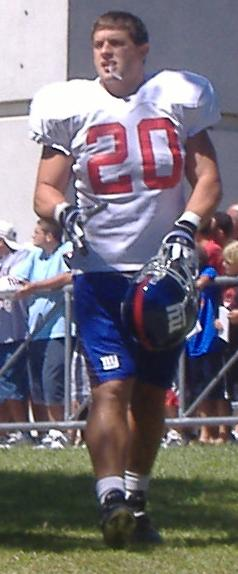
Jim Finn, Mr. Irrelevant del 1999 e vincitore del Super Bowl XLII

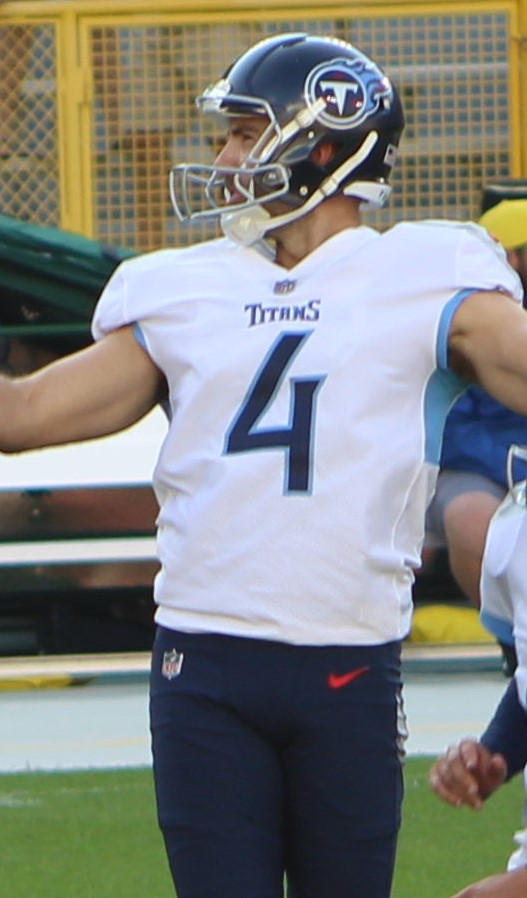
Ryan Succop, Mr. Irrelevant del 2009 e vincitore del Super Bowl LV

A partire dal 1994 il draft assunse la sua forma corrente, con 7 giri di selezione per squadra, diminuendo così quindi il numero totale di rookie scelti: il giocatore ultimo selezionato ebbe così maggiore possibilità di rientrare nel roster attivo della squadra che lo aveva scelto e di dimostrare le sue capacità.
- Prima del 1994 il Mr. Irrelevant di maggior successo fu Tyrone McGriff: scelto dai Pittsburgh Steelers nel 1980 rientrò nel NFL All-Rookie Team e giocò altre due stagioni con gli Steelers prima di passare a giocare nella United States Football League.
- Marty Moore, giocatore degli special team, divenne il primo Mr. Irrelevant a giocare un Super Bowl con i New England Patriots nel Super Bowl XXXI nonché il primo a vincerne uno, il Super Bowl XXXVI.[7]
- Mike Green, Mr. Irrelevant del 2000, svolse un ruolo significativo come riserva dei Chicago Bears con cui giocò dal 2000 al 2008.[8]
- Jim Finn giocò per quattro stagioni con i New York Giants, vincitori del Super Bowl XLII nell'annata che però Finn saltò per infortunio.[9]
- Ryan Succop, Mr. Irrelevant del 2009, fu il kicker titolare dei Kansas City Chiefs, riuscendo a pareggiare il record della NFL per la percentuale di field goal realizzati nella stagione da rookie, con 86,2%, superando anche l'Hall of Famer Jan Stenerud per il maggior numero di field goal realizzati da rookie con i Chiefs.[10] Succop, che fu sempre titolare con i Chiefs, passò quindi nel 2014 con i Tennessee Titans e poi nel 2020 con i Tampa Bay Buccaneers con cui vinse da titolare il Super Bowl LV, primo Mr. Irrelevant a riuscirci.
- Il quarterback Brock Purdy, ultima scelta del 2022, è diventato il primo Mr. Irrelevant a completare un passaggio in avanti in una partita della stagione regolare, il primo a lanciare un passaggio da touchdown, il primo quarterback a sconfiggere Tom Brady all'esordio da titolare, il primo ad iniziare e vincere una partita dei play-off ed il primo ad arrivare al Divisional Round.[11][12][13] Purdy fu infine nominato finalista per il premio di miglior rookie offensivo dell'anno, finendo terzo nelle votazioni.[14]

## Elenco dei Mr. Irrelevant
| Anno | N. Scelta | Giocatore          | Squadra              | Ruolo |
| ---- | --------- | ------------------ | -------------------- | ----- |
| 1976 | 487       | Kelvin Kirk        | Pittsburgh Steelers  | WR    |
| 1977 | 335       | Jim Kelleher       | Minnesota Vikings    | RB    |
| 1978 | 334       | Lee Washburn       | Dallas Cowboys       | G     |
| 1979 | 330       | Mike Almond        | Pittsburgh Steelers  | WR    |
| 1980 | 333       | Tyrone McGriff     | Pittsburgh Steelers  | G     |
| 1981 | 332       | Phil Nelson        | Oakland Raiders      | TE    |
| 1982 | 334       | Tim Washington     | San Francisco 49ers  | DB    |
| 1983 | 335       | John Tuggle        | New York Giants      | RB    |
| 1984 | 336       | Randy Essington    | L.A. Raiders         | QB    |
| 1985 | 336       | Donald Chumley     | San Francisco 49ers  | DT    |
| 1986 | 333       | Mike Travis        | Los Angeles Chargers | DB    |
| 1987 | 335       | Norman Jefferson   | Green Bay Packers    | DB    |
| 1988 | 333       | Jeff Beathard      | Los Angeles Rams     | WR    |
| 1989 | 335       | Everett Ross       | Minnesota Vikings    | WR    |
| 1990 | 331       | Demetrius Davis    | Oakland Raiders      | TE    |
| 1991 | 334       | Larry Wanke        | New York Giants      | QB    |
| 1992 | 336       | Matt Elliott       | Washington Redskins  | C     |
| 1993 | 224       | Daron Alcorn       | Tampa Bay Buccaneers | K     |
| 1994 | 222       | Marty Moore        | New England Patriots | LB    |
| 1995 | 249       | Michael Reed       | Carolina Panthers    | DB    |
| 1996 | 254       | Sam Manuel         | San Francisco 49ers  | LB    |
| 1997 | 240       | Ronnie McAda       | Green Bay Packers    | QB    |
| 1998 | 241       | Cam Quayle         | Baltimore Ravens     | TE    |
| 1999 | 253       | Jim Finn           | Chicago Bears        | RB    |
| 2000 | 254       | Mike Green         | Chicago Bears        | DB    |
| 2001 | 246       | Tevita Ofahengaue  | Arizona Cardinals    | TE    |
| 2002 | 261       | Ahmad Miller       | Houston Texans       | DT    |
| 2003 | 262       | Ryan Hoag          | Oakland Raiders      | WR    |
| 2004 | 255       | Andre Sommersell   | Oakland Raiders      | LB    |
| 2005 | 255       | Andy Stokes        | New England Patriots | TE    |
| 2006 | 255       | Kevin McMahan      | Oakland Raiders      | WR    |
| 2007 | 255       | Ramzee Robinson    | Detroit Lions        | CB    |
| 2008 | 252       | David Vobora       | St. Louis Rams       | LB    |
| 2009 | 256       | Ryan Succop        | Kansas City Chiefs   | K     |
| 2010 | 255       | Tim Toone          | Detroit Lions        | WR    |
| 2011 | 254       | Cheta Ozougwu      | Houston Texans       | DE    |
| 2012 | 253       | Chandler Harnish   | Indianapolis Colts   | QB    |
| 2013 | 254       | Justice Cunningham | Indianapolis Colts   | TE    |
| 2014 | 256       | Lonnie Ballentine  | Houston Texans       | S     |
| 2015 | 256       | Gerald Christian   | Arizona Cardinals    | TE    |
| 2016 | 253       | Kalan Reed         | Tennessee Titans     | CB    |
| 2017 | 253       | Chad Kelly         | Denver Broncos       | QB    |
| 2018 | 256       | Trey Quinn         | Washington Redskins  | WR    |
| 2019 | 254       | Caleb Wilson       | Arizona Cardinals    | TE    |
| 2020 | 255       | Tae Crowder        | New York Giants      | LB    |
| 2021 | 259       | Grant Stuard       | Tampa Bay Buccaneers | LB    |
| 2022 | 262       | Brock Purdy        | San Francisco 49ers  | QB    |
| 2023 | 259       | Desjuan Johnson    | Los Angeles Rams     | DE    |
| 2024 | 257       | Jaylen Key         | New York Jets        | S     |
| 2025 | 257       | Kobee Minor        | New England Patriots | CB    |

### Galleria video
- (EN) NFL, Desjuan Johnson is this year's Mr. Irrelevant - NFL Draft 2023, su YouTube, 30 aprile 2023. URL consultato il 30 aprile 2023.
- (EN) NFL, "Mr. Irrelevant" is Brock Purdy - 2022 NFL Draft, su YouTube, 1º maggio 2022. URL consultato il 18 aprile 2023.
- (EN) NFL, "Mr. Irrelevant" is Grant Stuard - NFL Draft 2021, su YouTube, 2 maggio 2021. URL consultato il 18 aprile 2023.